# 毛利重長
毛利 重長（もうり しげなが、寛永13年（1636年） - 元禄9年9月20日（1696年10月15日））は、江戸時代の旗本。通称平三郎、兵橘。初名重行。父は毛利重次。母は芦田（赤井）時直（直正の末弟）の娘。子に元教、娘（岡部雄救（杉浦直爲の子）の妻）、娘（堀田直次の妻）。前妻は豊臣秀頼家臣・岡村百々之介の娘・おどよ（『伊勢国司伝記』）。後妻は渡辺盛（因獄佑）の娘。
寛永13年（1636年）に生まれる。寛永17年（1640年）、父の死去により代を継ぎ、後に幕府の小普請となる。その後承応2年（1653年）大番になり、天和元年（1681年）より道奉行となる。元禄9年（1696年）9月20日に没す。享年61。